# Aposta de Loki

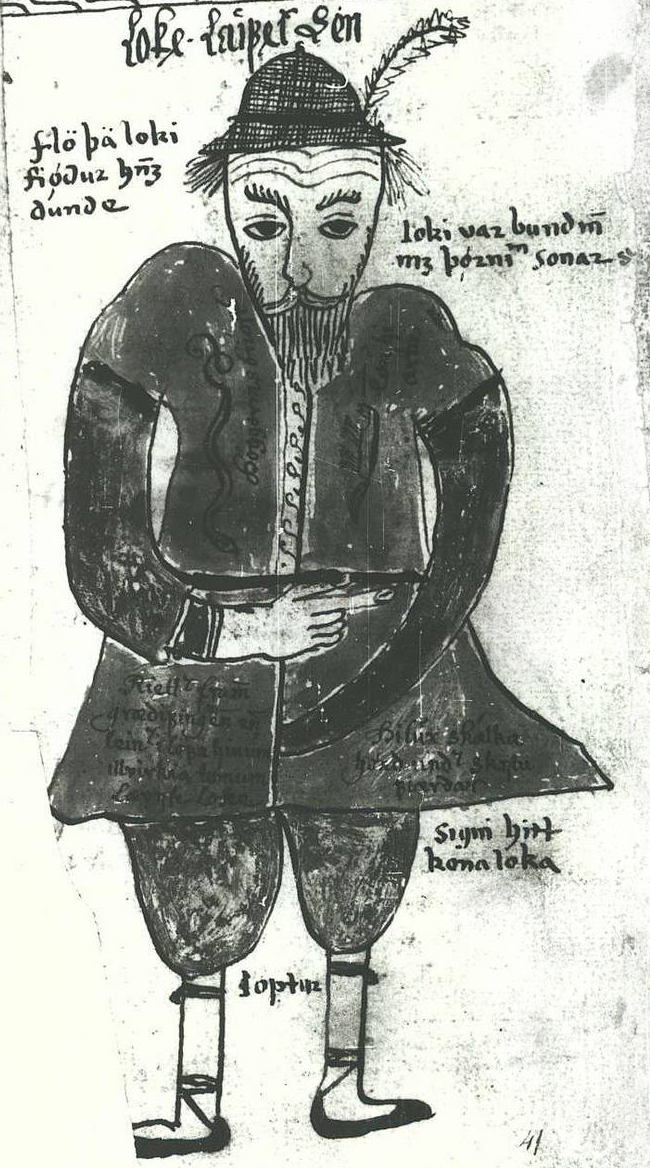
Loki.

A aposta de Loki é uma forma de falácia lógica (ou falácia informal) que consiste numa insistência irracional de que um conceito não pode ser definido, e, portanto, não pode ser discutido.
De acordo com a Prosa Edda (Skáldskaparmál cap. 35), o deus nórdico Loki (um Gigante ou Áss) uma vez fez uma aposta com o anão Brok e apostou sua cabeça. Loki perdeu a aposta e, no devido tempo, os anões vieram cobrar. Loki não teve nenhum problema em desistir de sua cabeça, mas insistiu que eles não tinham absolutamente nenhum direito de tirar qualquer parte de seu pescoço. Todos os envolvidos discutiram o assunto; certas partes eram obviamente cabeça e certas partes eram obviamente pescoço, mas nenhum dos lados concordava exatamente onde terminava um e começava o outro. Loki manteve sua cabeça indefinidamente, embora seus lábios estivessem costurados como punição por sair da aposta com um jogo de palavras complicado.
Pode-se superar a falácia, quer através do estabelecimento de uma definição razoável de trabalho do termo em questão, quer mostrando que a outra parte está sendo irracional e evitar o argumento.